# ستيفن فايس
ستيفن فايس (بالإنجليزية: Stephen Weiss)‏ (و. 1983  م) هو لاعب هوكي جليد كندي، ولد في تورونتو، مركز لعبه هو مركز ‏.
.

## روابط خارجية
- ستيفن فايس على موقع دوري الهوكي الوطني (الإنجليزية)
- ستيفن فايس على موقع قاعة مشاهير الهوكي (لاعب أن.إتش.أل) (الإنجليزية)
- ستيفن فايس على موقع EliteProspects.com (الإنجليزية)
- ستيفن فايس على موقع HockeyDB.com (الإنجليزية)
- ستيفن فايس على موقع Hockey-Reference.com (الإنجليزية)